# 이가와 유스케
아카사키 슈헤이(일본어: 井川 祐輔, 1982년 10월 30일 ~ )는 일본의 전직 축구 선수이자 축구 지도자로 현재 Lansbury의 감독을 맡고 있다.

## 구단 경력
그는 2001년부터 2017년까지 J리그의 감바 오사카, 산프레체 히로시마, 나고야 그램퍼스 에이트, 가와사키 프론탈레에서 활동하였다.